# الجنجانية
الجنجانية قرية في ناحية المزيرعة التابعة لمنطقة الحفّة في محافظة اللاذقية. بلغ عدد سكانها 1131 نسمة عام 2004.
تبعد 6 كم شمال شرق بلدة المزيرعة. تربتها حمراء خصبة، وغنية بالمياه والينابيع التي تشكل مسيلات مائية ترفد نهر الصنوبر، تطل على البحر غرباً، في منطقة مغطاة بالحرج.